# Aeroportul Tugdan
Aeroportul Tugdan (IATA: TBH, ICAO: RPVU) este un aeroport din Alcantara⁠(d), Romblon⁠(d), Mimaropa⁠(d), Filipine ce deservește zona Alcantara⁠(d). Aeroportul a fost tranzitat în 2022 de 2.308 pasageri.
Situat la o altitudine de 3 m, aeroportul dispune de o singură pistă. Este operat de Civil Aviation Authority of the Philippines⁠(d).